# KK Zabok
O Košarkaški klub Zabok é um clube profissional de basquetebol sediado na cidade de Zabok, Krapina-Zagorje, Croácia que atualmente disputa a Liga Croata. Foi fundado em 1977 e manda seus jogos na Športska dvorana Bedekovčina que possui capacidade de 2500 espectadores.